# Кауа Пайшау де Соужа
Кауа Пайшау де Соужа або просто Пайшау (порт.-браз. Cauã Paixão de Souza / Paixão; нар. 27 травня 2004, Ріо-де-Жанейро, Бразилія) — бразильський футболіст, нападник «Васко да Гами», який виступає в оренді за житомирське «Полісся».

## Життєпис
У 2018 році приєднався до академії «Васко да Гама», а в 2021 році підписав свій перший професійний контракт. У дорослому футболі дебютував у сезоні 2023 року, у нічийному (1:1) поєдинку Ліги Каріоки проти «Одакс Ріо», в якому відзначився гольовою передачею на Матіаса Галарцу. Першим голом за команду відзначився 22 січня 2024 року на 62-й хвилині нічийного (3:3) виїзного поєдинку 2-го туру Ліги Каріоки проти «Сампайо Корреа». Пайшау вийшов на поле в стартовому складі та відіграв увесь матч. За два сезони зіграв 4 матчі в Лізі Каріока, відзначився 1-м голом.
Наприкінці лютого 2024 року відправився в оренду до «Амеріки». Дебютував за нову команду 25 лютого 2024 року в переможному (3:0) домашньому поєдинку Ліги Потігуар проти «Бараунаша». Кауа вийшов на поле в стартовому складі, а на 55-й хвилині його замінив Джуліано. У загальнонаціональних турірах дебютував 28 квітня 2024 року в нічийному (1:1) виїзному поєдинку 1-го туру 3-ї групи бразильської Серії D проти «Маракани». Пайшау вийшов на поле на 82-й хвилині замість Джовані. Загалом за «Амеріку» у всих турнірах провів 12 матчів.
10 липня 2024 року відправився в 1-річну оренду з правом викупу до «Полісся».

## Статистика виступів

### Клубна
Станом на 4 березня 2023 року
| Клуб              | Сезон             | Ліга              | Ліга  | Ліга | Чем. штату | Чем. штату | Кубок | Кубок | Конт. кубок | Конт. кубок | Інші  | Інші | Загалом | Загалом |
| Клуб              | Сезон             | Дивізіон          | Матчі | Голи | Матчі      | Голи       | Матчі | Голи  | Матчі       | Голи        | Матчі | Голи | Матчі   | Голи    |
| ----------------- | ----------------- | ----------------- | ----- | ---- | ---------- | ---------- | ----- | ----- | ----------- | ----------- | ----- | ---- | ------- | ------- |
| «Васко да Гама»   | 2023              | Серія A           | 0     | 0    | 2          | 0          | 0     | 0     | —           | —           | 0     | 0    | 2       | 0       |
| Усього за кар'єру | Усього за кар'єру | Усього за кар'єру | 0     | 0    | 2          | 0          | 0     | 0     | 0           | 0           | 0     | 0    | 2       | 0       |

1. ↑  Матчі в Лізі Каріока